# Democratische Partij (Curaçao)
De Democratische Partij (DP), in het Papiaments ook wel Partido Democraat genoemd, is een Curaçaose en was een Antilliaanse politieke partij met een liberale achtergrond. Het is de oudste nog bestaande politieke partij op Curaçao. Momenteel heeft de DP geen zetels in de Staten van Curaçao.

## Geschiedenis
De partij werd opgericht in 1944 door Efraïn Jonckheer en Ronchi Isa. In 1954, het jaar waarin het Statuut voor het Koninkrijk der Nederlanden tot stand kwam, won de partij de verkiezingen voor de Staten van de Nederlandse Antillen en regeerde daarop bijna soeverein, soms met steun van de Arubaanse PPA. Behalve op Curaçao had de DP ook op Bonaire en vooral op de Bovenwindse Eilanden een zeer sterke machtsbasis. Van 1954 tot 1968 was Jonckheer minister-president van de Nederlandse Antillen, waarmee hij zelfs de langstzittende minister-president uit de geschiedenis van het hele Koninkrijk der Nederlanden is. De groeiende armoede en grote sociale ongelijkheid onder DP-bewind leidden tot de opstand van 30 mei 1969, waarna de regering moest aftreden. De DP verloor bij de daarop volgende Statenverkiezingen haar absolute meerderheid, bleef echter wel de grootste partij en gaf leiding aan een regering van nationale eenheid met de NVP en de toen nieuwe FOL. 

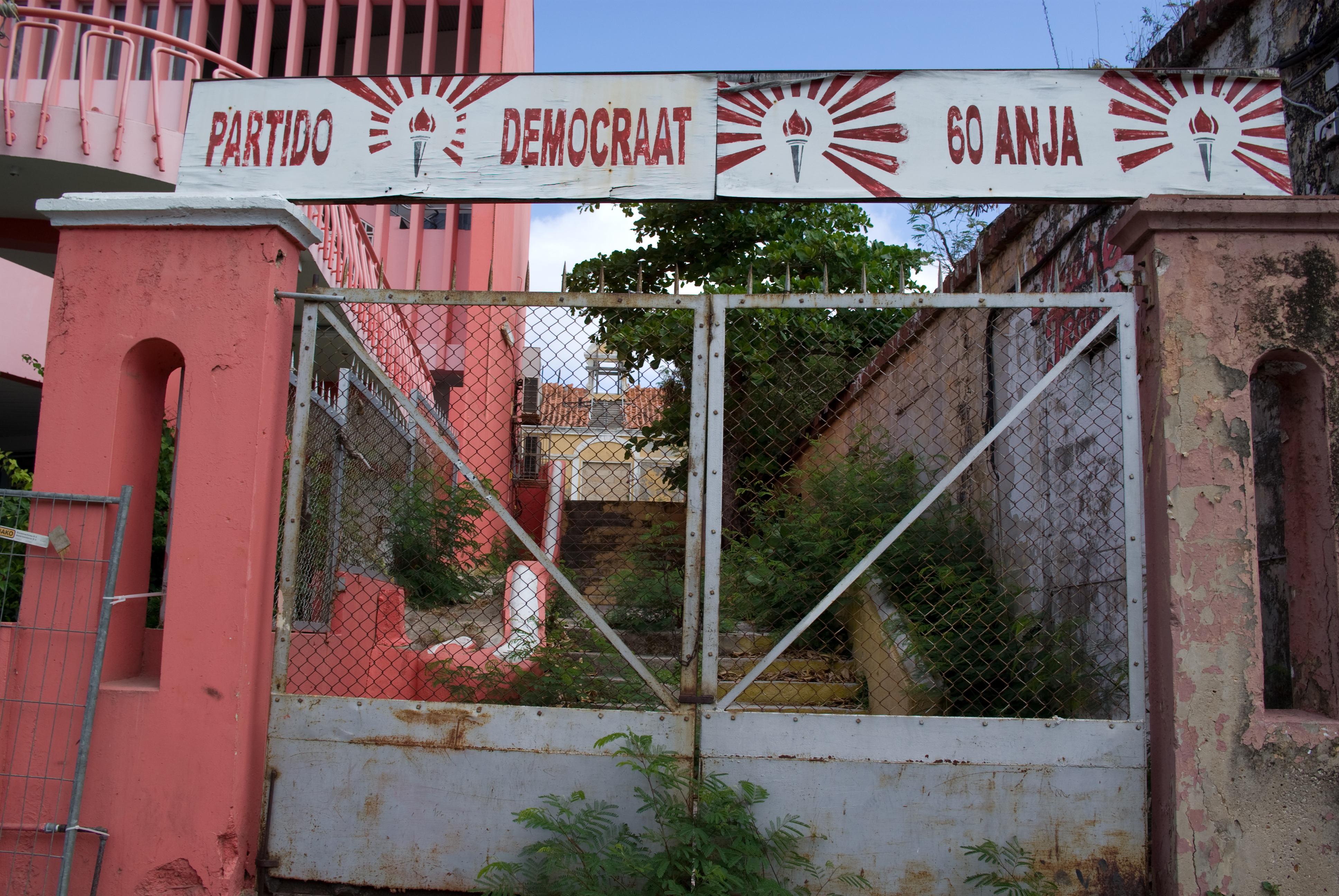
Uithangbord in Willemstad ter gelegenheid van het 60-jarige bestaan van de DP

Vanaf eind jaren zeventig verliest de partij haar leidende positie en gaan de verschillende eilandelijke afdelingen elk hun eigen weg. Op Curaçao kwijnt de partij steeds verder weg en mede door de komst van nieuwe partijen als de PAR, verdwijnt de partij in de jaren negentig uit de Staten en de eilandsraad. Na diverse mislukte terugkeerpogingen wordt in 2006 de jonge maatschappelijke en milieuactivist Norbert George aangezocht als lijsttrekker voor de eilandsraadverkiezingen van 2007. Bij de eilandsraadverkiezingen van 20 april 2007 behaalde de partij 1 zetel en keert daarmee na 12 jaar terug in de Eilandsraad van Curaçao. Bij de eilandsraadverkiezingen van 27 augustus 2010, die ook de zetelverdeling in de Staten van Curaçao na 10 oktober 2010 bepaalden, haalde de Democratische Partij geen zetels. 
In de eerste verkiezingen voor de Staten van Curaçao in 2012 en 2016 werd eveneens geen zetel behaald. In 2016 bestond de gepresenteerde DP-kandidatenlijst enkel uit vrouwen met als lijsttrekker Geraldine Scherperboer-Parris. Een jaar later werd de partij uitgesloten van deelname aan de verkiezingen van 28 april 2017 nadat zij er niet in was geslaagd de lijstondersteuning, minimaal 792 steunbetuigingen, rond te krijgen.
In januari 2025 maakt de partij, nu onder leiding van oud-premier Daniel Hodge, bekend niet deel te nemen aan de verkiezingen van 21 maart 2025.

## Bestuurders
Minister-president van de Nederlandse Antillen:
- 1954 - 1968: Efraïn Jonckheer
- 1968 - 1969: Ciro Kroon
- 1971: Ronchi Isa
- 1977 - 1979: Boy Rozendal